# سيمون فافر
سيمون فافر (بالإنجليزية: Simon Favre)‏ هو لغوي أمريكي، ولد في 31 مايو 1760، وتوفي في 3 يوليو 1813.